# Karol Kuzmány
Karol Kuzmány (ur. 16 listopada 1806 w Breźnie, zm. 14 sierpnia 1866 w Štubnianskich Teplicach) – słowacki duchowny ewangelicki, teolog i estetyk, pastor i działacz narodowy, poeta, publicysta, tłumacz literatury, w latach 1860–1866 superintendent preszburskiej superintendentury (diecezji) patentalnej, współzałożyciel, a w latach 1863–1866 wiceprezes Macierzy Słowackiej. Spoczywa na słowackim Cmentarzu Narodowym w Martinie.